# Bulus (Gebang)
Bulus is een bestuurslaag in het regentschap Purworejo van de provincie Midden-Java, Indonesië. Bulus telt 2995 inwoners (volkstelling 2010).